# Бърлингтън (Ню Джърси)
Вижте пояснителната страница за други значения на Бърлингтън.
Бърлингтън (на английски: Burlington) е град в Ню Джърси, Съединени американски щати, административен център на окръг Бърлингтън. Разположен е на левия бряг на река Делауеър, на 30 km североизточно от центъра на Филаделфия. Населението му е 9832 (по приблизителна оценка от 2017 г.).
В Бърлингтън е роден писателят Джеймс Фенимор Купър (1789 – 1851).